# توني مولفيل
توني مولفيل هو عامل سكة الحديد وسياسي أسترالي، ولد في 27 أبريل 1917 في North Ryde, New South Wales ‏ في أستراليا، وتوفي في 10 ديسمبر 2000 في كاتومبا في أستراليا. نشط حزبياً في حزب العمال الأسترالي. وقد انتخب عضو مجلس الشيوخ الأسترالي ‏ عن دائرة نيوساوث ويلز ‏ (1 يوليو 1965 – 4 فبراير 1983).